# Brachydesmus camerani
Brachydesmus camerani är en mångfotingart som först beskrevs av Filippo Silvestri 1896.  Brachydesmus camerani ingår i släktet Brachydesmus och familjen plattdubbelfotingar. Inga underarter finns listade i Catalogue of Life.